# Ministerio de Desarrollo Productivo (Argentina)
El Ministerio de Desarrollo Productivo de la Argentina fue un organismo gubernamental encargado de diseñar y ejecutar los planes relacionados con el fomento de la producción industrial del país, así como el comercio exterior. La Misión del Ministerio consistía en la creación de empleo de calidad, la promoción de una inserción internacional a escala, la defensa de la competencia y una federalización de la producción. Su denominación actual la adquirió en diciembre de 2019. En agosto de 2022 fue disuelto y sus áreas y demás competencias fueron integradas al Ministerio de Economía.

## Antecedentes
Su antecedente más antiguo es el Ministerio de Industria y Comercio, creado en 1949 —primer gobierno peronista— por la Primera Disposición Transitoria de la reforma constitucional aprobada ese año. El primer hombre en ocupar el puesto José Constantino Barro. En 1954, este ministerio se dividió en los Ministerios de Industria y de Comercio. Durante la Revolución Libertadora, en 1956, la gestión de la industria y del comercio fueron unidas nuevamente en un «Ministerio de Comercio e Industria». En 1958, durante la presidencia de Frondizi, la gestión del comercio y de la industria fueron rebajadas a sendas secretarías dependientes del Ministerio de Economía.
El 21 de enero de 2002, el presidente Eduardo Duhalde creó el «Ministerio de la Producción». El 8 de marzo del mismo año, se transfirió la gestión del transporte del Ministerio de Economía e Infraestructura al Ministerio de la Producción. El 24 de mayo de 2003, Duhalde unificó los Ministerios de Economía y de la Producción cambiando el nombre del primero por «Ministerio de Economía y Producción». El 25 de noviembre de 2008, por decreto de la presidenta Cristina Fernández de Kirchner, se separó la gestión de la producción en el Ministerio de Producción. La siguiente modificación fue la segregación de la agricultura, ganadería y pesca de la cartera de Producción en un nuevo ministerio (1 de octubre de 2009); el Ministerio de Producción pasó a llamarse «Ministerio de Industria». Ese mismo mes y año (el 8 de octubre), el organismo sufrió una nueva modificación y pasó a llamarse «Ministerio de Industria y Turismo».
El 28 de junio de 2010, Fernández de Kirchner creó el Ministerio de Turismo y el Ministerio de Industria y Turismo recuperó el nombre «Ministerio de Industria».
En 2015, por decreto del presidente Mauricio Macri, modificó las competencias de los ministerios existentes y la cartera de Industria adoptó la denominación de «Ministerio de Producción».
En junio de 2018, el gobierno macrista transfirió la Secretaría de Minería —y las competencias en minería— de la cartera de Energía y Minería a la cartera de Producción. Ese mismo año, el gobierno suprimió los Ministerios de Trabajo, Empleo y Seguridad Social y de Agroindustria y transfirió las competencias de éstos al Ministerio de Producción, constituido como «Ministerio de Producción y Trabajo». Los cambios se dieron en una modificación del gabinete nacional que redujo de 22 a 10 la cantidad de ministerios.

## Creación
El 10 de diciembre de 2019, el presidente Alberto Fernández creó el Ministerio de Desarrollo Productivo, con competencias en comercio, energía, minería e industria.

## Como Secretaría (Desde 2022)

### Historia
La Secretaría de Industria y Desarrollo Productivo del Ministerio de Economía es la sucesión del Ministerio de Desarrollo Productivo desde el 3 de agosto de 2022 debido a unas reformas por la crisis económica en Argentina.
Su titular es Juan Alberto Pazo.

## Organización
La cartera esta organizada de la siguiente manera:
- Ministerio de Desarrollo Productivo
  - Secretaría de Industria, Economía del Conocimiento y Gestión Comercial Externa
  - Secretaría de la Pequeña y Mediana Empresa y los Emprendedores
  - Secretaría de Minería

## Competencias
De acuerdo a la Ley 22 520, sus competencias son «asistir al Presidente de la Nación y al Jefe de Gabinete de Ministros, en orden a sus competencias, en todo lo inherente al desarrollo productivo, a la industria y el comercio y a la elaboración, propuesta y ejecución de la política nacional en materia de minería…»

## Nómina de Ministros
| Ministerio                    | N.º | Ministro                   | Partido                                           | Partido                     | Periodo                                            | Presidente                     |
| ----------------------------- | --- | -------------------------- | ------------------------------------------------- | --------------------------- | -------------------------------------------------- | ------------------------------ |
| Industria y Comercio          | 1   | José Constantino Barro     |                                                   | Partido Peronista           | 7 de junio de 1949 - 4 de junio de 1952            | Juan Domingo Perón             |
| Industria                     | 2   | Rafael Amundarain          |                                                   | Partido Peronista           | 4 de junio de 1952 - 27 de julio de 1954           | Juan Domingo Perón             |
| Industria                     | 3   | Orlando Leonardo Santos    |                                                   | Partido Peronista           | 27 de julio de 1954 - 21 de septiembre de 1955     | Juan Domingo Perón             |
| Industria                     | 4   | Horacio Morixe             |                                                   | Independiente               | 23 de septiembre de 1955 - 13 de noviembre de 1955 | Eduardo Lonardi                |
| Industria                     | 5   | Álvaro Alsogaray           |                                                   | Independiente               | 13 de noviembre de 1955 - 8 de junio de 1956       | Pedro Eugenio Aramburu         |
| Industria y Comercio          | 6   | Rodolfo Martínez           |                                                   | Partido Demócrata Cristiano | 8 de junio de 1956 - 11 de marzo de 1957           | Pedro Eugenio Aramburu         |
| Industria y Comercio          | 7   | Julio César Cueto Rúa      |                                                   | Independiente               | 19 de marzo de 1957 - 1 de mayo de 1958            | Pedro Eugenio Aramburu         |
| Industria, Comercio y Minería | 8   | Oscar Chescotta            |                                                   | Militar                     | 8 de junio de 1971 - 25 de octubre de 1971         | Alejandro Agustín Lanusse      |
| Industria y Minería           | 9   | Carlos Casale              |                                                   | Independiente               | 25 de octubre de 1971 - 7 de marzo de 1972         | Alejandro Agustín Lanusse      |
| Industria y Minería           | 10  | Ernesto Parellada          |                                                   | Independiente               | 8 de marzo de 1972 - 25 de mayo de 1973            | Alejandro Agustín Lanusse      |
| Industria y Minería           | 11  | Eduardo Oxenford           |                                                   | Independiente               | 29 de marzo de 1981 - 21 de agosto de 1981         | Roberto Viola                  |
| Industria y Minería           | 12  | Livio Kühl                 |                                                   | Independiente               | 22 de agosto de 1981 - 12 de diciembre de 1981     | Roberto Viola                  |
| Producción                    | 13  | José Ignacio de Mendiguren |                                                   | Independiente               | 3 de enero de 2002 - 3 de octubre de 2002          | Eduardo Duhalde                |
| Producción                    | 14  | Aníbal Fernández           |                                                   | Partido Justicialista       | 3 de octubre de 2002 - 25 de mayo de 2003          | Eduardo Duhalde                |
| Industria                     | 15  | Débora Giorgi              |                                                   | Partido Justicialista       | 26 de noviembre de 2008 - 10 de diciembre de 2015  | Cristina Fernández de Kirchner |
| Producción                    | 16  | Francisco Cabrera          |                                                   | Propuesta Republicana       | 10 de diciembre de 2015 - 16 de junio de 2018      | Mauricio Macri                 |
| Producción                    | 17  | Dante Sica                 |                                                   | Independiente               | 21 de junio de 2018 - 5 de septiembre de 2018      | Mauricio Macri                 |
| Producción y Trabajo          | 17  | Dante Sica                 | 5 de septiembre de 2018 - 10 de diciembre de 2019 | Independiente               |                                                    | Mauricio Macri                 |
| Desarrollo Productivo         | 18  | Matías Kulfas              |                                                   | Partido Justicialista       | 10 de diciembre de 2019 - 4 de junio de 2022       | Alberto Fernández              |
| Desarrollo Productivo         | 19  | Daniel Scioli              |                                                   | Partido Justicialista       | 6 de junio de 2022 - 28 de julio de 2022           | Alberto Fernández              |